# 登記
登記（とうき、英語: registration）について解説する。

## イギリスやイギリス連邦における登記
イギリスにおいて、登記は公的な機関が所有権などを保証することであり、権利の侵害を防止するために必要な手続きである。イギリスでは、不動産登記、会社登記、車両登録などの種類がある。イギリスで活動しようとすると不動産、会社、車両などの資産やその所有権を正式に登記することは重要である。
イギリスにはen:General Register Office（GRO）という公的事務所があり、不動産登記や会社登記などを管理している。
イギリスの不動産登記は、その所有権を正式に登録し証明するために必要な手続きであり、Land Registry（土地登記簿）に不動産の所有者、担保権者、借り手の情報を登録する。Land Registryに書かれた情報にもとづき「所有権の証明書」を発行しており、不動産の取引や法的手続きなどに使われる。
Companies House（会社登記簿）には、会社名、登録住所、取締役や株主の情報などが登録される。会社登記は、会社を正式に設立し、法人としての資格を得るのに必要な手続きであり、その後も会社の法的権利の保護に役立つ。
「車両登録」は英語で「vehicle registration」というが、これに関してはGeneral Register Officeではなく、en:Driver and Vehicle Licensing Agency（DVLA）という機関が管理を行っている。イギリスのDVLAは、車両の登録、課税、免許の発行を行っており、ドライバーのリスク評価なども行う。
車両登録はイギリスの道路交通法を守って道路を走行するためには必要な手続きであり、車両所有者の情報や車両の登録番号を登録する。車両登録情報は、車両所有者の変更にも使われ、また警察などが必要な情報を確認するためにも使う。
イギリス連邦や連邦だった国（つまりオーストラリアやインドなど）でも同様に、General Register Office（GRO）が様々な種類の登記を管理している。オーストラリアでは、不動産登記、会社登記、車両登録のほかに、誕生証明書や結婚証明書、死亡証明書の発行なども行われる。インドでも不動産登記や会社登記に加えて、誕生・死亡・結婚などを登録しており、誕生証明書や死亡証明書、結婚証明書、公正証書などを発行する。

## 日本の登記
日本の行政上の仕組みの一つであり、個人、法人、動産、不動産、物権、債権など実体法上の重要な権利や義務を、不動産登記法や商業登記法などの手続法により保護するとともに、円滑な取引を実現する。不動産の権利関係、会社の役員などは公示により周知される。法の支配並びに法治国家を支える法制度の一つである。
登記制度は裁判制度とともに明治維新以降、日本国及び国民の権利を保護している。登記制度開始当初は裁判所が登記所として事務を所管していたが、現在は法務局の所管となっている。具体的には、実体法及び手続法を順守した登記申請が法務局あるいは地方法務局にて受理されることで、効力の発生並びに対抗要件を備えることができる。
登記全般の専門職として1872年に代書人（現在の司法書士）が創設され、昭和に入って表題登記の専門職として土地家屋調査士が創設された。2016年時点では不動産登記、商業登記、法人登記、動産譲渡登記、債権譲渡登記、成年後見登記、船舶登記などの種類があり、申請件数としては不動産登記が最も多い。
実体法や手続法、司法書士法、土地家屋調査士法に違反する申請行為などは刑事罰が科される。
歴史的には、律令制時代の公地公民制に基づく管理から、中世・近世の検地などを経て明治初期に地券制度が導入され、明治19年に登記法が公布（翌年施行）されたことで登記制度が確立した。以後、登記制度は国家及び国民の権利並びに取引活動を支えている。

### 日本の登記の種類
不動産登記表題部で不動産（土地や建物）の物理的現況などを公示し、権利部で所有権や抵当権などの権利を公示するとともに、効力発生や対抗要件を得ることができる登記である。根拠となる法令・規則は民法、借地借家法、信託法、不動産登記法、不動産登記規則、不動産登記令など。
商業登記会社や商人を対象として、会社の設立や新設合併などで効力を発生させ、それらを含めた会社や商人の幅広い権利義務を公示して法令上、また取引上の対抗要件を得る登記である。根拠となる法令・規則は民法、商法、会社法、商業登記法、商業登記規則など。
法人登記会社以外の法人についての登記である。根拠となる法令・規則は民法、法人法ほか。
外国法人の登記外国会社が日本で継続して取引を行う場合、会社法に基づき、日本における代表者を定めるか営業所を設けて登記する必要がある。
船舶登記船舶に関する私法上の権利関係を公示するための登記。商法、船舶法による。
成年後見登記成年後見制度において、成年後見人などの権限や任意後見契約の内容などを登記する。
動産登記特別法で登記がされることが定められている動産（農業用動産信用法に基づく農業用動産の登記、建設機械抵当法に基づく建設機械の登記）。
動産譲渡登記債権譲渡登記とともに平成17年から始まった制度。動産・債権譲渡対抗要件特例法による。
債権譲渡登記平成17年から始まった制度。動産・債権譲渡対抗要件特例法による。
質権設定登記（債権質）債権譲渡登記の規定を準用する。
各種財団登記工場財団に関する登記、鉱業財団に関する登記、漁業財団に関する登記、港湾運送事業財団に関する登記、道路交通事業財団に関する登記、観光施設財団に関する登記
企業担保権登記企業担保権を設定・変更するときの登記。企業担保法による。
夫婦財産契約登記夫婦が法定財産制と異なる契約をしたときにする登記。
立木に関する登記立木は所有権保存登記の対象である。立木ニ関スル法律による。

### 不動産登記
不動産登記とは、不動産（土地・建物）の物理的現況及び私法上の権利関係を公示することを目的とする登記で、取引の安全を保護するのに役立つ（公示力）。不動産の物理的現況を公示する「表示に関する登記」と、権利関係を公示する（登記により効力が発生する場合もある）「権利に関する登記」の2種類に分かれる。
「表示に関する登記」に関しては土地家屋調査士が、「権利に関する登記」に関しては司法書士が他人から依頼を受け業務を行う事ができる。

#### 不動産登記の効力
不動産に関する物権の得喪変更（物権変動）を第三者に対抗するためには、不動産登記（権利に関する登記）をする必要がある（民法177条）。例えば、不動産を購入した者は、売買契約によって所有権を取得する（民法176条。意思主義）が、その登記を怠ると、第三者に所有権を対抗できない(主張できない)という不利益を受ける（場合によっては所有権を失うこともある）。これは、登記を信頼して取引に入った第三者を保護するとともに、このような不利益を受けないために権利者が登記を具備するよう促すことによって、実際の権利関係と登記が一致する状態を維持するためである。これによって、登記を信頼して取引関係に入ることが可能になり、取引の安全が担保されるのである。
ただし、以上とは逆に、実際には無権利者であるのに、権利者であるかのような登記がされていたとしても、これを信頼して無権利者から買い受けた者は保護されない（不動産登記には公信力がない）。もっとも、真の権利者が虚偽の登記の作出に自ら関与していたり、虚偽の登記を知りながら放置していたりして、真の権利者に帰責性がある場合には、民法94条2項（虚偽表示）を類推適用し、登記名義人から善意で取得した第三者は、権利を取得するとする判例がある。これは、一定の場合に限って公信力を認めたのと同様の効果を生むこととなる。

#### 登記請求権
登記上の利益を受ける者を登記権利者，不利益を受ける者を登記義務者といい、登記権利者が登記義務者に対して登記を請求できる権利のこと。
- 物権的登記請求権
- 物権変動的登記請求権
- 債権的登記請求権

### 商業登記
商業登記とは、民法、会社法、商法、商業登記法などの規定により、会社を成立させる登記から始まり、会社や商人に関する現在および過去の権利義務を公示し、事業を終了するまで継続して行う登記である。司法書士が商業登記の申請や相談などの業務を行うことができる。会社の設立や組織再編の多くは登記によってその効力が発生し、それらを含めた会社に関する様々な事項（商号、本店、株式、新株予約権、各種制度、機関、役員など）を公示することで法令上、また取引上の対抗要件を得る。取引の相手方は、商業登記簿の閲覧により、円滑な商行為が可能となるため、商業登記簿は取引の安全を重視する商法の世界を支えるインフラの役目を果たしている。そのため、登記を怠ると過料が科せられる。

#### 商業登記の効力
商業登記簿に記載すべき事項については、原則として、登記の後でなければ、善意の第三者（その事実を知らずに取引関係に入った者）に対抗できない（消極的公示力、商法9条1項前段）。一方、登記の後であれば、商業登記簿に記載すべき事項について、第三者は悪意（知っていたもの）とみなされる（積極的公示力、通説）。ただし、第三者に「正当な事由」がある場合は、当事者はその善意の第三者に対抗できない（9条1項後段）。この「正当な事由」は、災害による交通の途絶や登記簿の滅失・汚損などの場合のみしか認められず、ほとんど認められる余地はない。さらに、故意又は過失で不実の登記（真実と異なる登記）をした者は、不実を理由として善意の第三者に対抗できない（9条2項）という公信力もある。

#### 商業登記簿
商業登記に関する手続は商業登記法や商業登記規則などに定められている。同法において、登記所には次の商業登記簿を備えることとされている（同法6条）。
- 商号登記簿
- 未成年者登記簿
- 後見人登記簿
- 支配人登記簿
- 株式会社登記簿
- 合名会社登記簿
- 合資会社登記簿
- 合同会社登記簿
- 外国会社登記簿

#### 商業登記の問題点
役員全員解任の登記が申請された場合、登記官は株主総会議事録や新任役員の印鑑証明などの書類を審査して虚偽がないかをチェックするが、登記変更前に当該会社へ連絡するのは有名な上場企業などに限られ、中小企業では虚偽登記により会社が乗っ取られかけた事件が2022年に発生している。
会社代表者の住所が公示されることに対しては防犯やプライバシー保護といった面での懸念があり、法務省は2022年、インターネット上での開示をやめることを発表した。2024年10月から、非公開化できるようになる。
法務省はこのほか、日本で事業を展開する外国企業、特にIT大手に対して日本でも法人登記するよう2022年に要請し、複数の企業が応じた。

### 船舶登記
船舶登記は、商法、船舶法などの規定により、船舶の所有権、賃借権、抵当権の公示のための登記をいう。

### かつて存在した登記
登記簿中滅失
司法省の部局であった区裁判所・司法事務局（出張所）保管の登記簿の滅失や滅失の疑いにより、司法大臣が、少なくとも1件の転写を行うことを告知した『官報』は、1899年（明治32年）から1949年の50年間のあいだに180冊以上存在する（年平均 3.6冊）。
身分登記簿
1898年、明治31年式戸籍が作成され始めてから、1914年に大正3年戸籍法が施行されるまでは、身分登記簿が存在した。

### 日本の登記 関連項目
法務局、登記事項、登記事項 (不動産登記)、司法書士、土地家屋調査士、海事代理士、商業登記ソフトウェア、企業コード、会社法人等番号、法人番号、個人番号

## アメリカにおける登記
アメリカ合衆国にも様々な種類の登記制度があるが、アメリカ合衆国はそもそも「United States」なので（つまりStateが結合しているという法的なしくみの国家なので）、イギリスとは異なってGeneral Register Officeのような中央集権的な登記機関は存在せず、登記はそれぞれの州政府や地方政府によって管理されている。（そして州ごとに制度が微妙に、あるいはそれなりに異なる）
例えば、不動産登記に関しては各州の地方裁判所が管理している。各州の土地登記簿には、不動産の所有者や担保権者、抵当権の有無などが登録される。また、車両登録に関しても各州の運輸局が管理している。運輸局には、車両所有者の情報や車両の登録番号などが登録される。
会社登記に関しては、州政府の事務所が管理しており、会社名、登録住所、取締役名や主要な株主の情報などが登録される。州ごとに会社登記の制度が微妙に異なる場合がある。
アメリカ合衆国では、選挙、出生、死亡、結婚などに関しても、registration（登記）の制度がある。これらの登記も、州や地方自治体によってそれなりに異なる場合がある。
アメリカの車両の登記に関しては、各州政府の中の「Department of Motor Vehicles（DMV）」などという名の部門が管理しており、車両の登録、登録番号の発行、車両の検査だけでなく、運転免許証の発行や更新、違反の処理なども担当している。なお、州によっては「Registry of Motor Vehicles（RMV）」や「Department of Revenue（DOR）」など、DMVとは異なる名称の部署で管理が行われている場合がある。

### アメリカの登記の関連項目
- 社会保障番号